# 大村彦太郎 (10代)

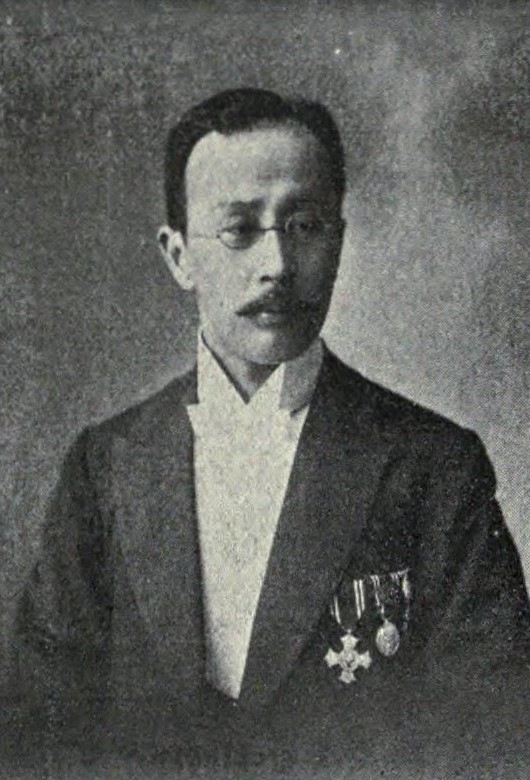
10代・大村彦太郎

10代 大村 彦太郎（おおむら ひこたろう、1869年5月4日〈明治2年3月23日〉- 1927年〈昭和2年〉12月13日）は、明治から昭和初期の実業家、政治家。10代白木屋当主、貴族院多額納税者議員。幼名・和吉郎、別名・梅軒。

## 経歴
山城国京都堺町通二条（現京都市中京区）の白木屋本宅で、9代大村彦太郎の長男として生まれる。6歳で上京し養育を白木屋支配人2名に託され、1875年（明治8年）尾義塾に入塾して漢学を学び、その後、商業素修学校を卒業した。同業呉服店の視察のため上野松坂屋呉服店で変名を用いて約二ヶ月間小僧見習として務めた。白木屋での務めを続けたが、時代の趨勢から従来の商法の一新の必要性を感じ、1887年（明治20年）白木屋重役と共に渡米し、数か月間、英語の習得に努め、さらに渡英してチェルトナムの中学校で学び、ケンブリッジ大学を卒業した。その後、織物製造業の研修のためブラッドフォードのアーサー・ラビット羅紗（ラシャ）店に入店し、服地売買、輸出入直接取引について研究した。フランス、ドイツに8ヵ月滞在して、1895年（明治28年）5月に帰国した。
1895年10月に10代彦太郎を襲名した。従来、横浜、神戸の輸入商を通して行っていたラシャの輸入を直接取引に転換し、共同輸入組合を設立し幹部となりその普及に尽力した。1904年（明治37年）従来の店売方式を転換し、土蔵三階建の店舗に改築して、陳列販売の方式を採用した。1919年（大正8年）2月、白木屋を個人商店から株式会社に転換して社長に就任。さらに店舗を鉄筋コンクリート建とし百貨店化を実行し、大阪支店と本店の改築、丸の内支店の新設など事業を拡大した。以前から和田豊治からの援助を受けていたが、彼から西野恵之助の推薦を受け1921年（大正10年）7月に社長を退任した。1923年（大正12年）9月の関東大震災で本店が全焼するなど多大な損害を被り、1927年（昭和2年）2月、西野が社長を辞して再び社長に就任し、山田忍三を専務として復興に尽力し、同年9月に本店の建築を着工したが、同年12月に風邪から肺炎を併発し、同月13日に京都の本邸で死去した。
1904年（明治37年）、1911年（明治44年）の京都市長選で2回落選。また、1918年（大正7年）京都府多額納税者として貴族院議員に互選され、同年9月29日から1925年（大正14年）9月28日まで在任した。その他、日本織物監査役、東京銀行監査役、京都府博覧会幹事長、東京商業会議所議員、同常議員、京都博物協会会長、京都美術協会副会頭、京都府教育会副会長などを務めた。

## 逸話
茶道、謡曲をたしなみ、裏千家13世圓能斎と親交があり、今日庵が衰微し利休堂、利休像が人手に渡ろうとした際に、裏千家に代わって私財を投じて買い戻した。

## 親族
- 妻 大村内（ダイ）- 第10代鴻池善右衛門（鴻池幸富）の娘[11]。
- 長女 牧野当子（まさこ）- 牧野康熙の妻[12]。